# Delta emarginatum

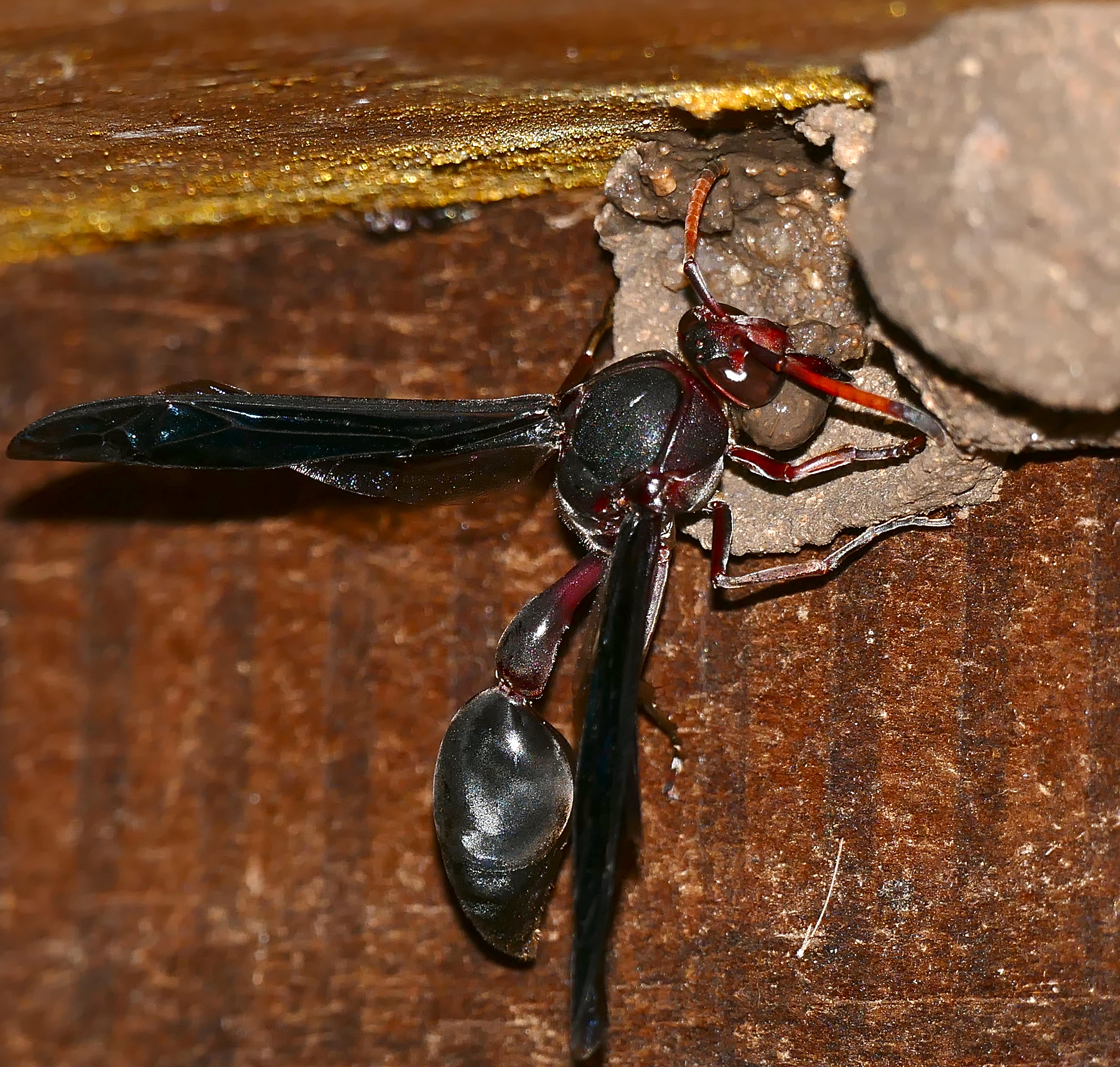
Delta emarginatum

Delta emarginatum  (лат.) — вид одиночных ос семейства Vespidae. Типовой вид рода.

## Описание
Строят крупные свободные ячейки из грязи. Провизия — личинки жуков.

## Классификация
В качестве типового вида рода был первоначально установлен таксон Vespa maxillosus De Geer, 1773, оказавшийся младшим синонимом вида Delta emarginatum Linnaeus.
Выделяют подвид:
- Delta emarginatum savignyi (Guerin, 1835)

## Синонимы
- Eumenes erythrospila Cameron, 1910
- Sphex tinctor Christ, 1791
- Vespa capensis (Linnaeus, 1767)
- Vespa maxillosus De Geer, 1773
- Zethus guineensis Fabricius, 1804